# Мартынов, Сергей Александрович (спортсмен)
Сергей Александрович Мартынов (род. 30 апреля 1971 или 20 марта 1971, Москва) — советский и российский борец классического стиля, серебряный призёр Олимпийских игр, многократный чемпион мира и Европы, неоднократный чемпион и призёр чемпионатов СССР. Заслуженный мастер спорта СССР (1991).

## Биография
Начал занятия борьбой в 1981 году.
В 1991 году одержал победу на чемпионате мира, в 1992 году победил на чемпионате Европы. Был включён в олимпийскую команду. На Летних Олимпийских играх 1992 года в Барселоне боролся в весовой категории до 62 килограммов. В его категории боролись 21 спортсмен, разделённые на две группы, в каждой из которой спортсмен выбывал после двух поражений. Оставшиеся лучшие 10 борцов (по пять из группы) разыгрывали между собой места с 1 по 10, с учётом тех баллов, которые были получены ими в предварительных схватках.
В схватках:
- в первом круге выиграл со счётом 8-1 у Александера Давидовича (Израиль), получив 3 очка;
- во втором круге выиграл со счётом 4-0 у Марио Бюттнера (Германия), получив 3 очка;
- в третьем круге выиграл со счётом 9-8 у Влодзимира Завадского (Польша), получив 3 очка;
- в четвёртом круге выиграл со счётом 4-2 у Хуго Диче (Швейцария), получив 3 очка;
- в пятом круге тушировал Бадди Ли (США), получив 4 очка;

В финальной схватке встречался с Мехмет Акиф Пиримом (Турция) и проиграл ему со счётом 13:2, став серебряным призёром Олимпиады.
В 1993 году вновь победил на чемпионате мира, причём первое место борцу было присуждено по результатам протеста, поданного российской делегацией. Протест был удовлетворён, что стало первым случаем в истории российской борьбы. До следующих Олимпийских игр ещё дважды стал чемпионом мира и выиграл чемпионат Европы.
Был включён в олимпийскую команду. На Летних Олимпийских играх 1996 года в Атланте боролся в весовой категории до 62 килограммов. В его категории боролись 19 спортсменов.
- в первом круге выиграл со счётом 3-0 у Чой Санг Сьона (Южная Корея);
- во втором круге проиграл со счётом 5-4 Хуану Луису Марену (Куба);
- в третьем круге решение судей выиграл после ничьи со счётом 6-6, у Дэвида Зуниги (США);
- в четвёртом круге проиграл со счётом 7-2 Кобе Гулиашвили (Грузия) и по очкам остался на 8 месте.

После окончания спортивной карьеры стал тренером, был главным тренером Вооружённых Сил России по борьбе.